# Нифтулаев, Ариф Сабир-оглы
Ариф Сабир-Оглы Нифтулаев (азерб. Arif Sabir oğlu Niftullayev; 5 марта 1953 — 2000, Москва) — советский борец классического стиля, призёр чемпионатов СССР, чемпион мира, заслуженный мастер спорта СССР (1978).
Увлёкся борьбой в 1967 году. В 1971 году выполнил норматив мастера спорта СССР, а в 1978 году — мастера спорта СССР международного класса. Участвовал в восьми чемпионатах СССР (1972—1982). Победитель международных турниров. В 2000 году в Москве Ариф Нифтулаев с особой жестокостью был убит, а после сожжён.
Сын Арифа Нифтулаева, Ариф Нифтуллаев также является борцом греко-римского стиля, призёром чемпионата мира 2022 года.

## Спортивные результаты
- Чемпионат СССР по классической борьбе 1974 года — ;
- Чемпионат СССР по классической борьбе 1976 года — ;
- Чемпионат СССР по классической борьбе 1978 года — ;
- Чемпионат СССР по классической борьбе 1979 года — ;
- Классическая борьба на летней Спартакиаде народов СССР 1979 года — ;